# Woodsia rupicola
Woodsia rupicola là một loài dương xỉ trong họ Woodsiaceae. Loài này được Hoffmanns. mô tả khoa học đầu tiên năm 1833.
Danh pháp khoa học của loài này chưa được làm sáng tỏ. 